# アンティアトラス山脈

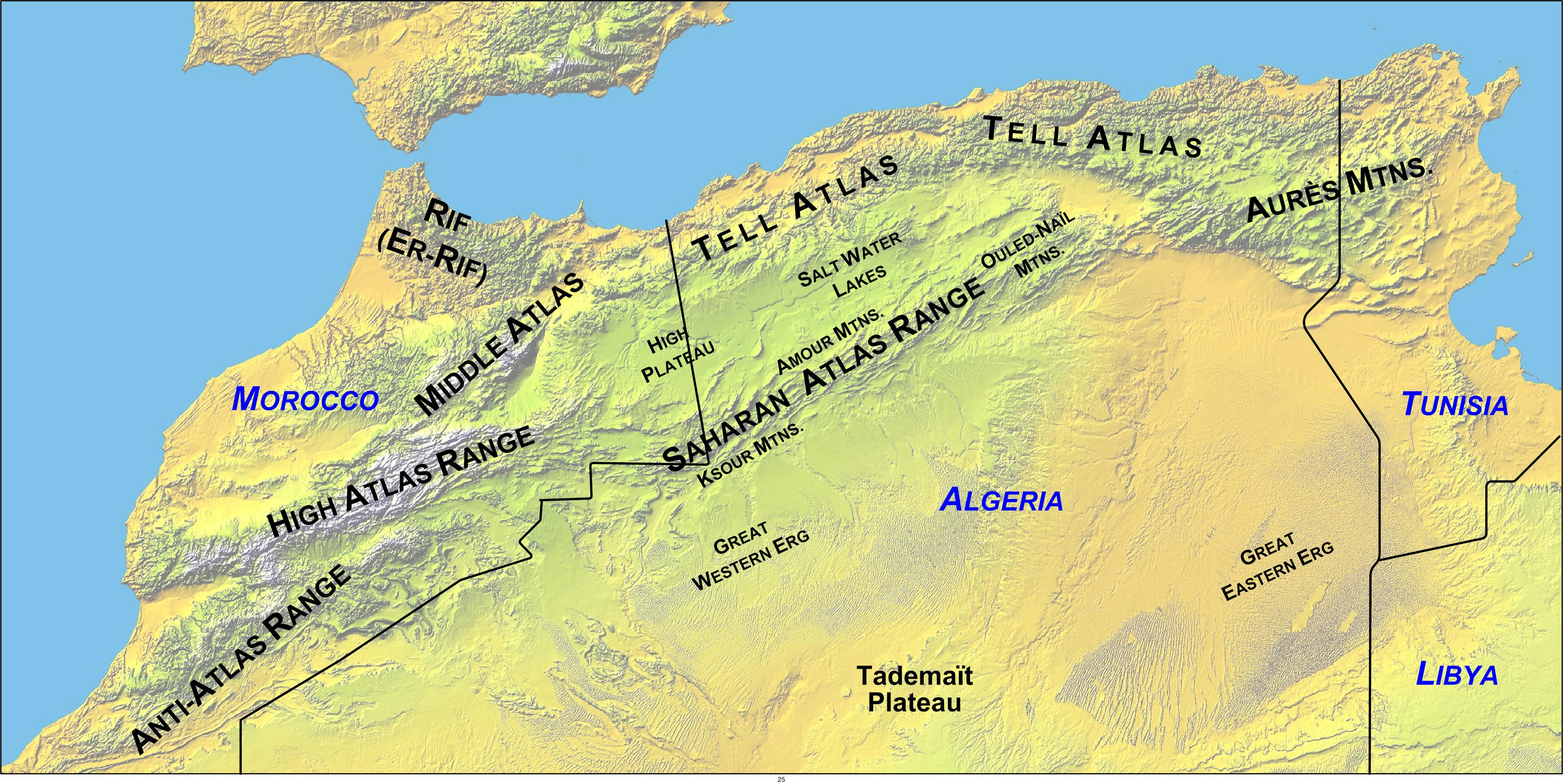
アンティアトラス山脈は地図の左下

モロッコにあるアンティアトラス山脈（Anti-Atlas、小アトラス山脈）はアトラス山脈の一部で、南西端は大西洋にかかり、北東へ500km延びる。3億年前の古生代にゴンドワナ大陸とユーラメリカ大陸が衝突した時に、北米のアパラチア山脈と同じアレゲニー造山運動で出来た。それらは現在のヒマラヤ山脈よりはるかに高かったと推定される。その後、第三紀にもイベリア半島を境にヨーロッパ大陸とアフリカ大陸が衝突したため隆起したが、古生代から続く浸食作用が現在の姿に変えたものである。

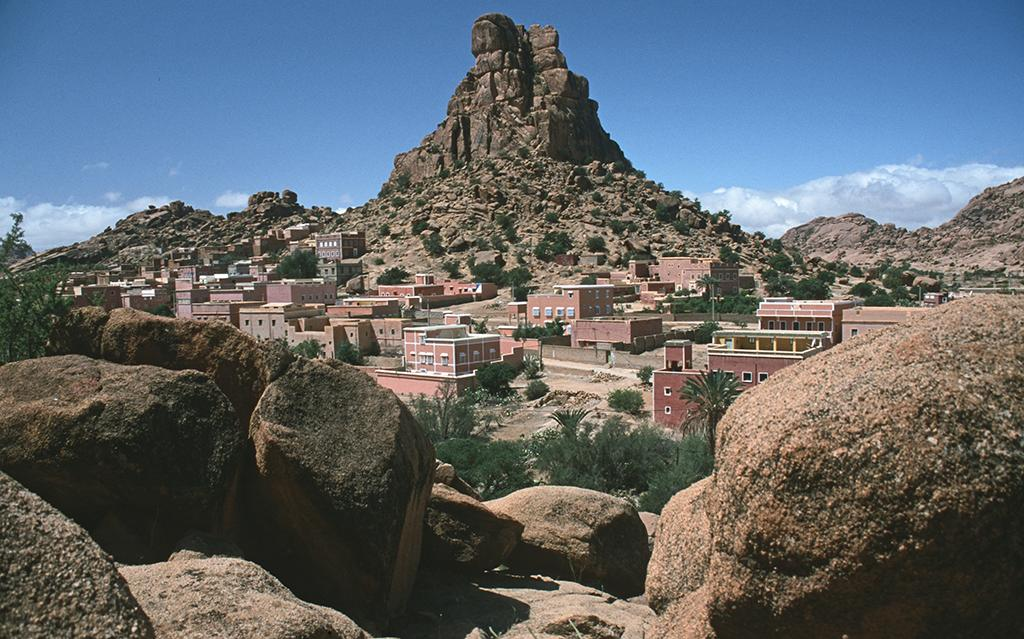

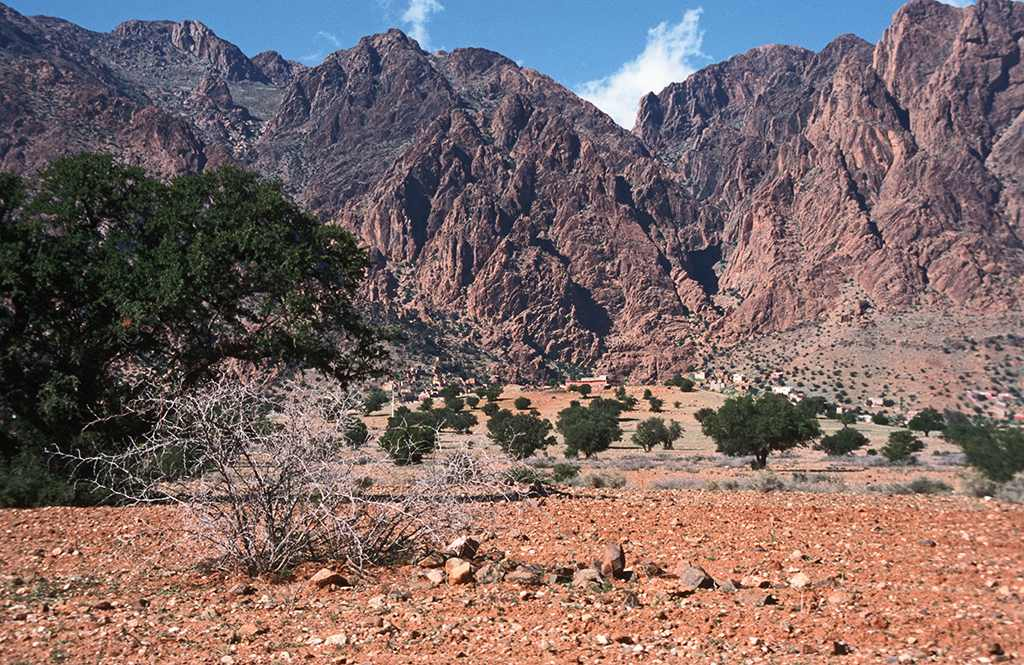

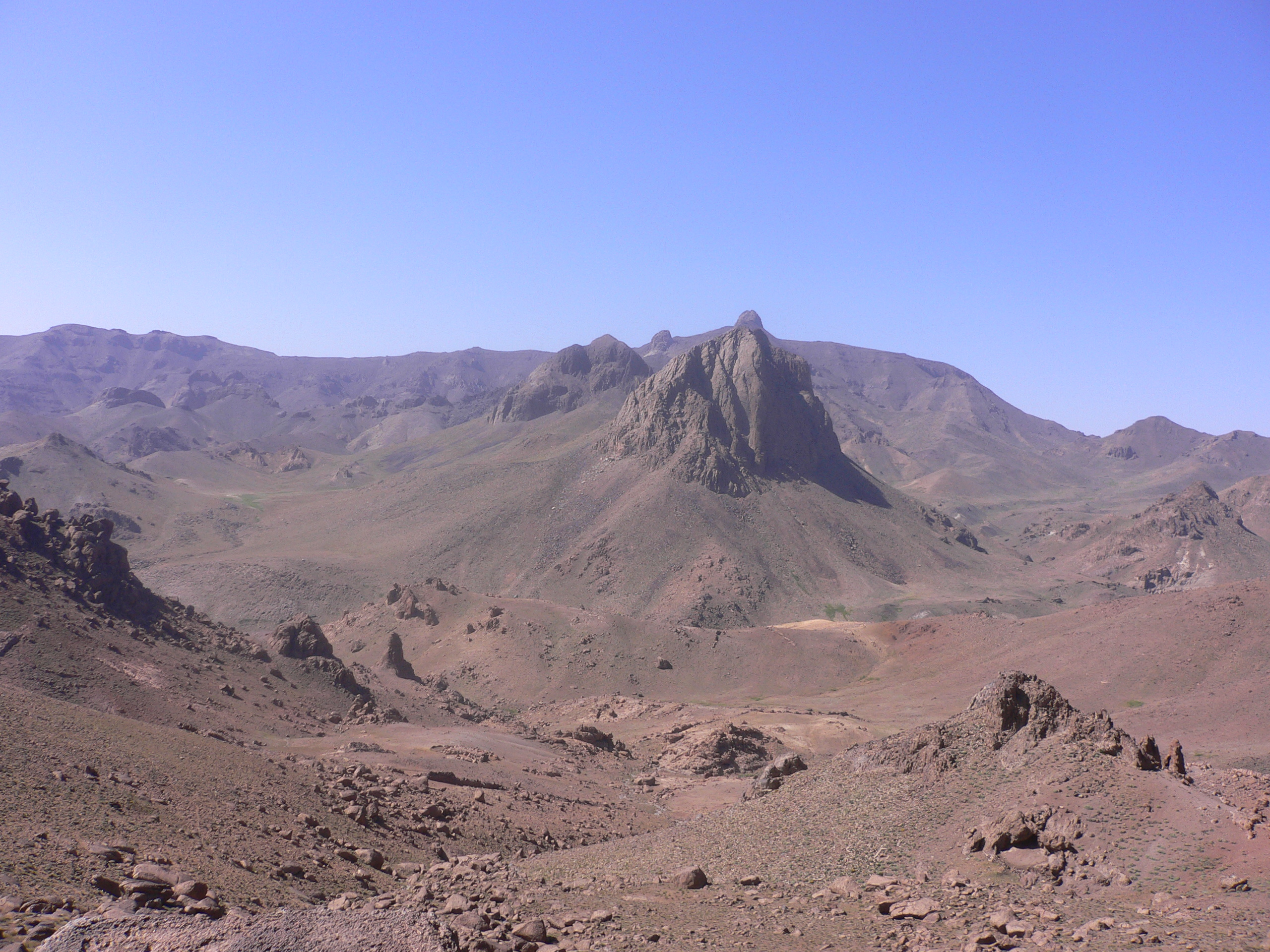